# Hirebidari, Ranibennur
Hirebidari là một làng thuộc tehsil Ranibennur, huyện Haveri, bang Karnataka, Ấn Độ.